# Fédération d'Ouzbékistan de football
La Fédération d'Ouzbékistan de football (Uzbekistan Football Federation (en) UFF) est une association regroupant les clubs de football d'Ouzbékistan et organisant les compétitions nationales et les matchs internationaux de la sélection d'Ouzbékistan.
La fédération nationale d'Ouzbékistan est fondée en 1946. Elle est affiliée à la FIFA depuis 1994 et est membre de l'AFC depuis 1994 également.
La fédération s'est vu attribuer le Prix FIFA du fair-play 2012 lors de la cérémonie du FIFA Ballon d'or 2012, le 7 janvier 2013.